# 科英布拉 (米纳斯吉拉斯州)
科英布拉（葡萄牙語：Coimbra）是巴西米纳斯吉拉斯州的一个市镇。总面积106.834平方公里，总人口6886人，人口密度64.5人/平方公里。